# 辛茜亚·林恩

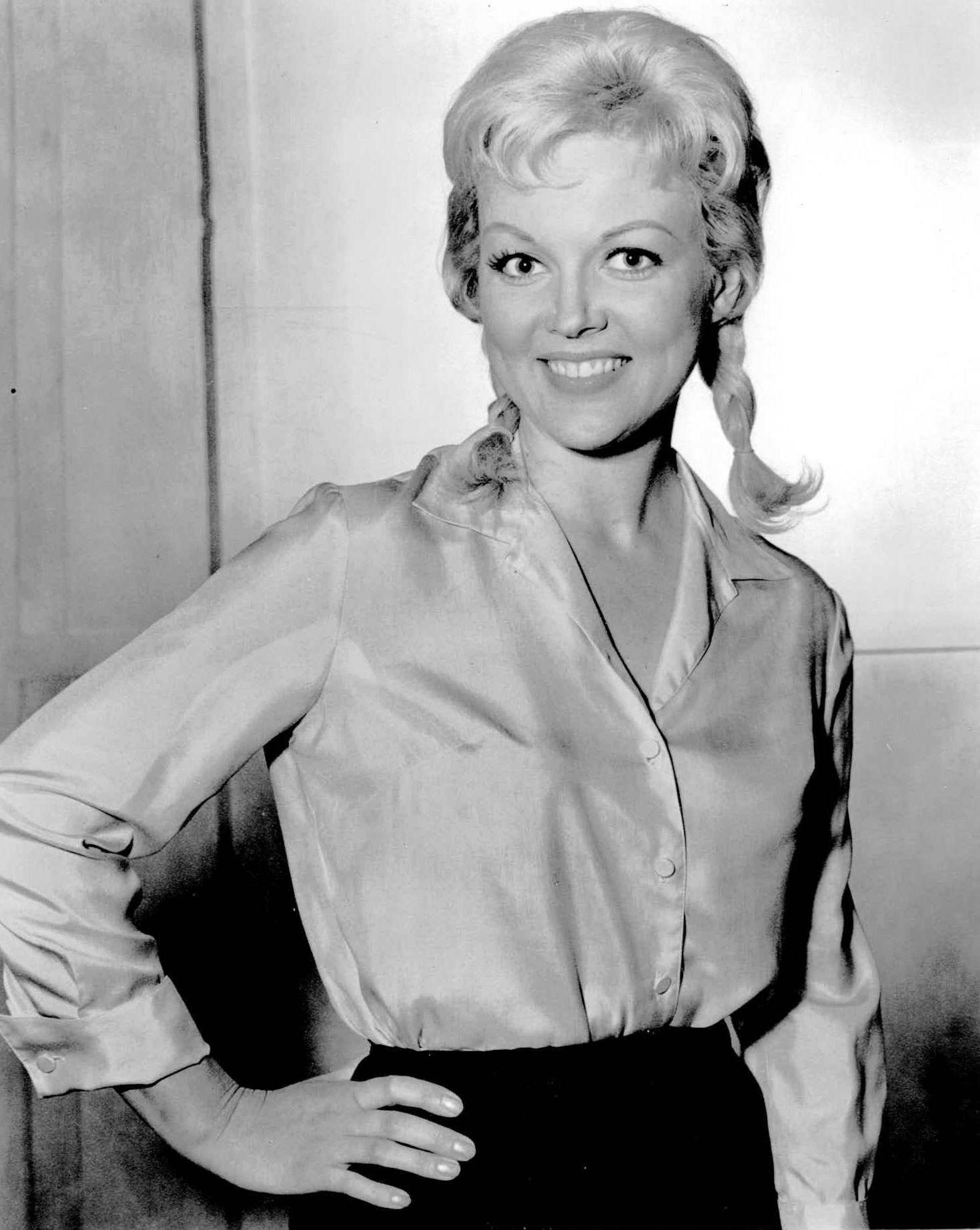
1960年代中期的辛茜亚·林恩

辛茜亚·林恩（英語：Cynthia Lynn, Zinta Valda Zimilis，1937年4月2日—2014年3月10日），是一名拉脱维亚-美国演员。她曾经出演《霍根英雄》。
2014年3月10日，她死于肝炎导致的多重器官衰竭，享年76岁。她有一个女儿丽萨·白兰度，是她与马龙·白兰度的私生女。